# Марковецька сільська рада (Тисменицький район)
| Марковецька сільська рада — орган місцевого самоврядування у Тисменицькому районі Івано-Франківської області з адміністративним центром у с. Марківці. Водоймища на території, підпорядкованій даній раді: річка Вунява. Сільській раді підпорядковані населені пункти: - с. Марківці — площа: 155 км²; населення: 1044 ос. - с. Одаї — площа: 9,56 км²; населення: 579 ос. |

## Склад ради
Рада складається з 14 депутатів та голови.

### Керівний склад ради
| ПІБ                       | Основні відомості                                                 | Дата обрання | Дата звільнення |
| ------------------------- | ----------------------------------------------------------------- | ------------ | --------------- |
| Василюк Михайло Йосипович | Сільський голова, 1952 року народження, освіта, безпартійний      | 26.03.2006   | 30.06.2009      |
| Костюк Богдан Васильович  | Сільський голова, 1950 року народження, освіта, безпартійний      | 20.06.2010   | 31.10.2010      |
| Костюк Богдан Васильович  | Сільський голова, 1950 року народження, освіта, безпартійний      | 31.10.2010   | 26.07.2013      |
| Буртик Іван Васильович    | Сільський голова, 1982 року народження, освіта вища, безпартійний | 09.06.2014   |                 |

Примітка: таблиця складена за даними джерела